# André Chapelon
André Chapelon (geb. am 26. Oktober 1892 in Saint-Paul-en-Cornillon, Loire; gest. am 22. Juli 1978 in Paris) war ein französischer Maschinenbauingenieur. Er ist einer der beiden Entwickler der Kylchap-Saugzuganlage, die bei zahlreichen französischen, britischen und tschechoslowakischen Dampflokomotiven zum Einsatz kam. Die britische Weltrekordlokomotive A4 No. 4468 Mallard war mit einer Kylchap-Saugzuganlage ausgestattet. Auch zwei Loks der Baureihe 23 der Deutschen Bundesbahn wurden probeweise mit Kylchap-Saugzuganlagen versehen.

## Leben

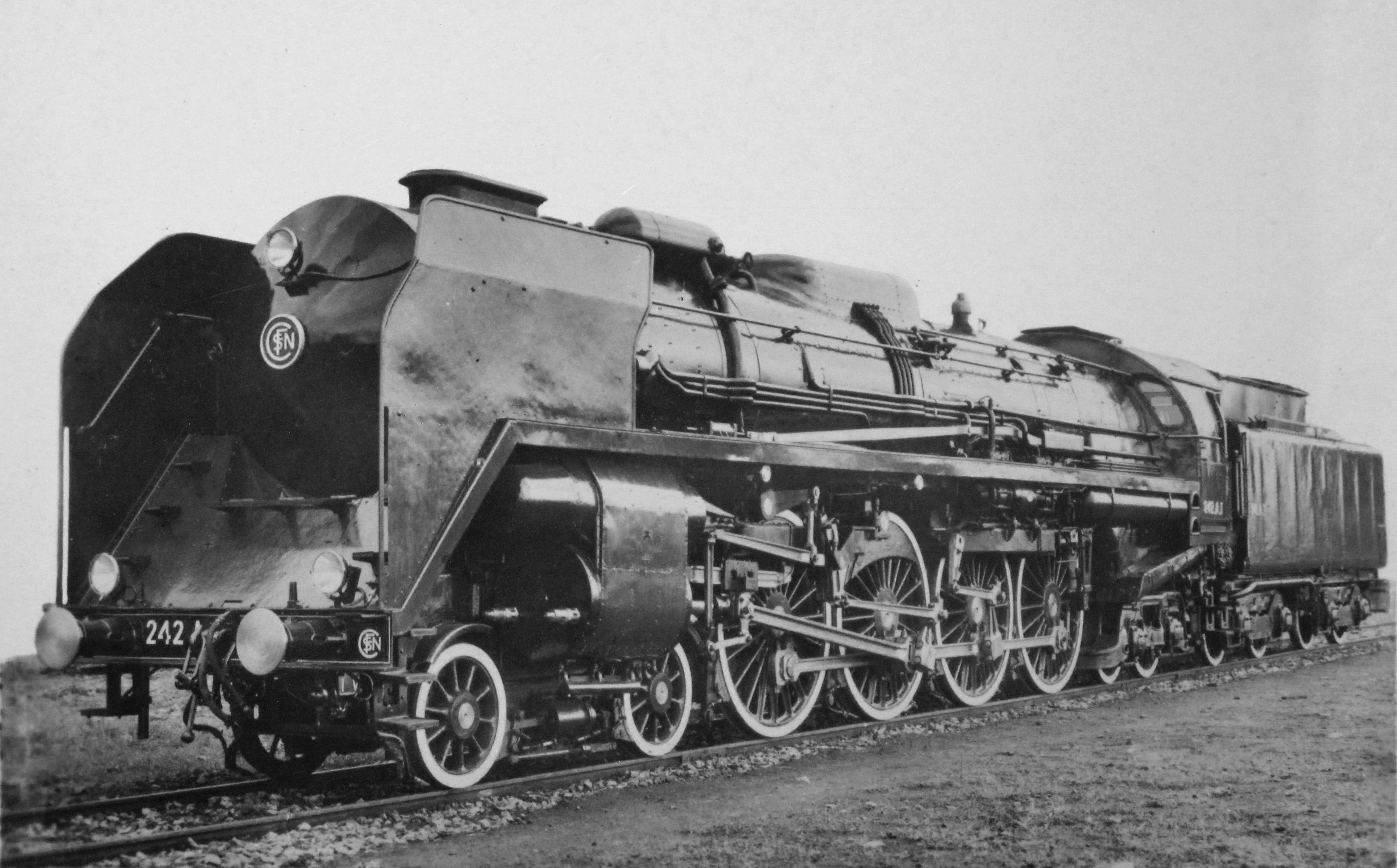
SNCF 242 A 1

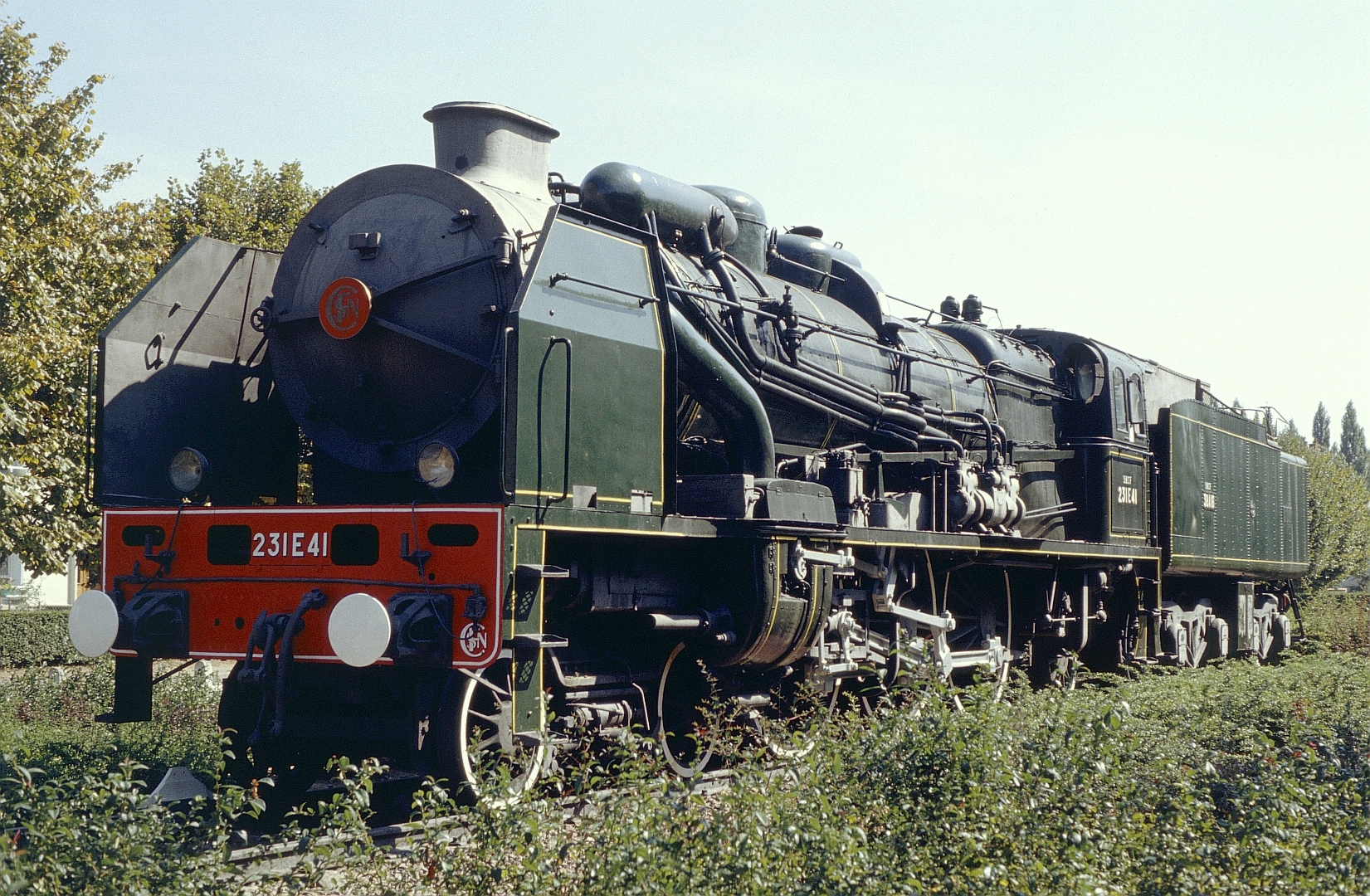
SNCF 231 E 41

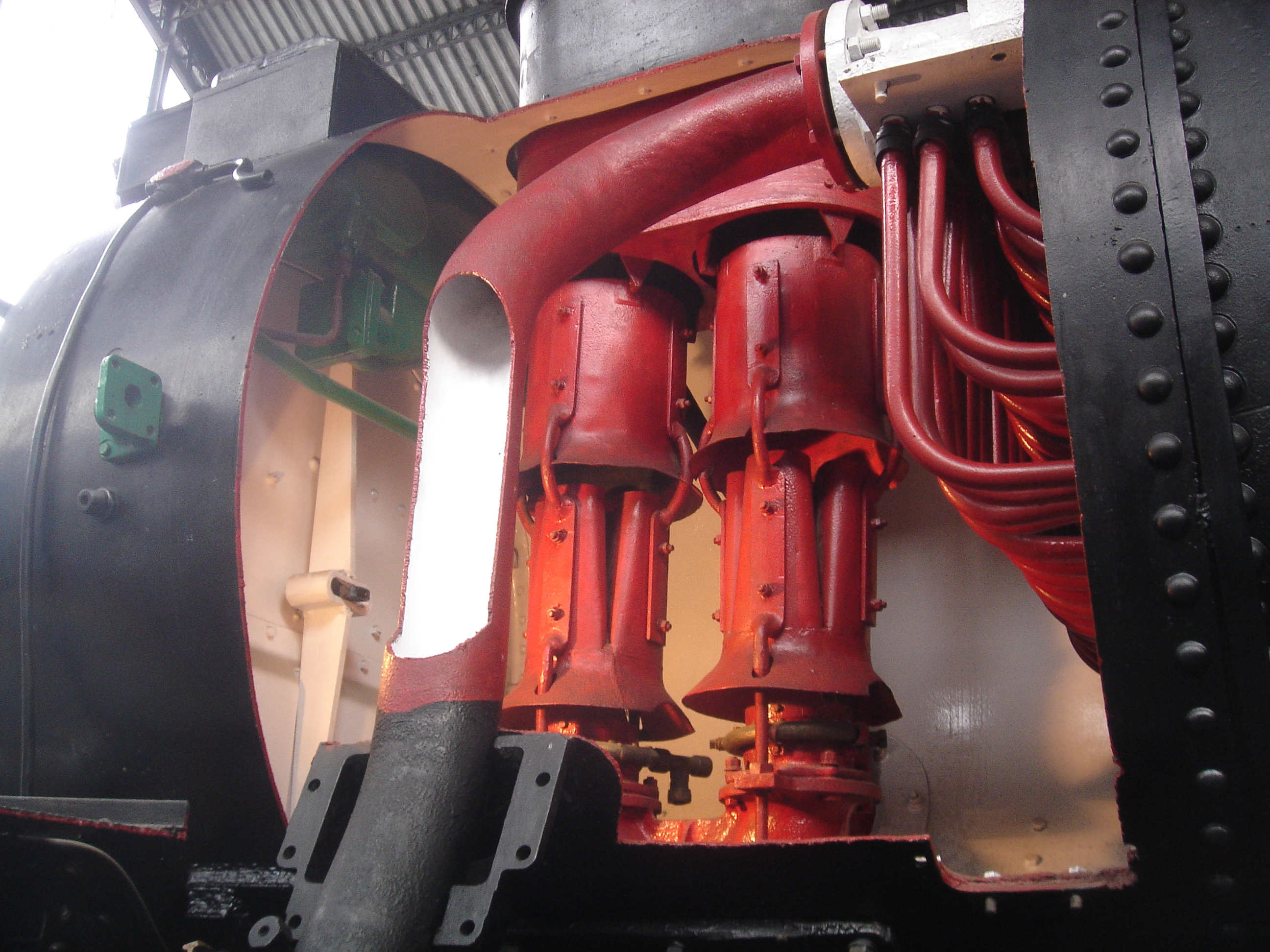
Aufgeschnittene Rauchkammer mit zwei Kylchap-Blasrohren der spanischen Dampflok Renfe 141F 2416 im Eisenbahnmuseum Delicias

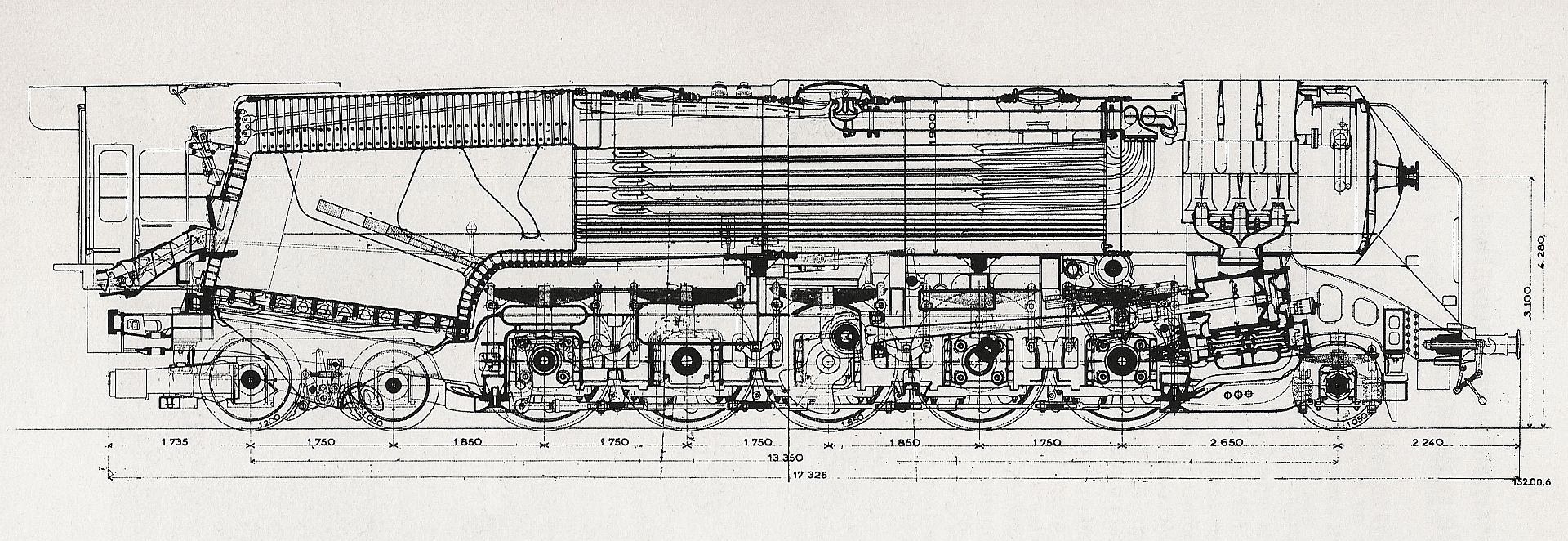
Schnittzeichnung einer von der DEL projektierten 1’E2’-Lokomotive

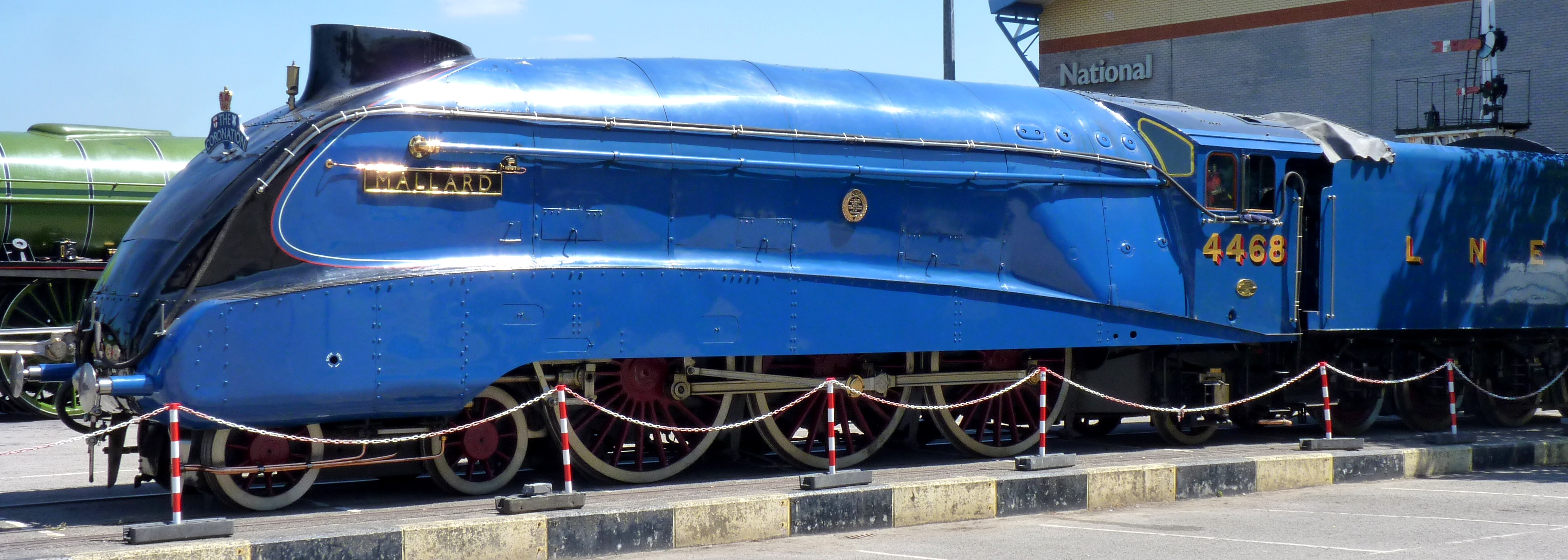
Weltrekordlokomotive A4 No. 4468 Mallard

Chapelon gilt als einer der fähigsten Dampflokomotivkonstrukteure überhaupt. Er begann seine berufliche Laufbahn als Ingénieur des Arts et Manufactures in der ersten Hälfte der 1920er Jahre bei der Eisenbahngesellschaft Compagnie Paris-Lyon-Méditerranée (PLM). Da er sich den rigorosen Zwängen bei der PLM nicht unterordnete – seine Ideen wurden von seinen Vorgesetzten als exzentrisch angesehen – wechselte er zunächst zur Telefonie und 1925 dann in die Forschungs- und Entwicklungsabteilung der Bahngesellschaft Compagnie du chemin de fer de Paris à Orléans (PO).
Bedingt durch die wirtschaftlich schlechte Lage der Zwischenkriegszeit musste sich Chapelon bei der finanziell schwachen PO vor allem mit der Verbesserung vorhandener Maschinen beschäftigen. Abweichend vom im Dampflokomotivbau üblichen konstruktiven Vorgehen nach Faustregeln und Erfahrungswerten ging er mit wissenschaftlicher Akribie auf die technischen Details der Konstruktionen ein. Hierin ist der Erfolg seiner Entwürfe wesentlich begründet.
Bemerkenswerte Erhöhungen der Leistung erreichte er beim Umbau der Lokomotiven durch konsequente Anwendung thermodynamischer Erkenntnisse. In diesem Rahmen war er ein besonderer Befürworter von Verbundmaschinen. Chapelon gelang es, den thermischen Wirkungsgrad seiner Lokomotiven auf über 12 Prozent zu steigern, ein Wert, der anderenorts nie erreicht wurde.
1934 wurde Chapelon zum Chefingenieur der zur PO-Midi zusammengeschlossenen Bahnen der PO und Midi berufen. Nach einer Studienreise 1938 in die Vereinigten Staaten plante Chapelon leistungsfähigere Neubauten, die eine Synthese aus den Konstruktionsgrundsätzen zweier führender Dampflokbau-Nationen erreichen sollten und ihrer Zeit weit voraus gewesen wären. Der Zusammenschluss der vier großen französischen Netze zur SNCF setzte jedoch neue Prioritäten, denen diese Pläne zum Opfer fielen. So war es Chapelon nie vergönnt, für Frankreich eine von Grund auf neue Lokomotive zu konstruieren. Lediglich für Brasilien konnte er solche Lokomotiven entwerfen.
Bekannte und erfolgreiche Lokomotivumbauten Chapelons waren die 4701 der PO, seinerzeit (1931) mit 3000 PS die stärkste Lokomotive Europas, die 240 P und die 242 A 1, die mit Leistungen bis 5300 PS als größte und leistungsfähigste Dampflokomotive Europas galt. Bei Testfahrten wurden bei der 242 A 1 sogar Zughakenleistungen von rund 6000 PS gemessen, dies entspricht einer Kesselleistung von etwa 6600 PS.
Beim Umbau der älteren 2’C1’h4v-Lok 4521 in die hochmoderne 2’Dh4v-Maschine 240-701 im Jahr 1931 hatte ihm der Chef der PO freie Hand gelassen. Chapelon berechnete alle thermodynamischen Prozesse und Funktionsbereiche und legte die Komponenten der Lokomotive konstruktiv entsprechend aus. Das Konstruktionsziel waren eine große Strahlungsheizfläche, strömungsgünstige weite Dampfleitungen, ein hoher Füllgrad sowie identische Leistungswerte der Hoch- und Niederdruckzylinder. Dazu kam eine doppelte Kylchap-Saugzuganlage, die Chapelon bis 1938 aus einer Erfindung des finnischen Lokomotivingenieurs Kyösti Kylälä weiterentwickelte und ihr den Namen gab.
1938 veröffentlichte Chapelon sein Buch La locomotive à vapeur (Die Dampflokomotive). Im selben Jahr wurde er Leiter der Division des Études de locomotives à vapeur (DEL) und entwickelte Pläne für 160 km/h schnelle Universal-Dampflokomotiven. Der Zweite Weltkrieg und die deutsche Besetzung des Landes machten sein Vorhaben zunichte. Ihm blieb nur noch, in den Jahren 1945 und 1946 die Lieferung der US-amerikanischen Mikados 141 R zu überwachen.
Chapelons Sachverstand wurde auch nach seinem Rückzug aus dem Berufsleben genutzt, um Probleme der Spurhaltung bei hohen Geschwindigkeiten zu bewältigen. Er trug somit auch zum Erfolg der französischen Hochgeschwindigkeitszüge (TGV) bei.
André Chapelon war zuletzt Ingénieur en Chef Honoraire der SNCF. Erhaltene Chapelon-Maschinen sind die Pacifics 231 E 22 und 231 E 41 des Eisenbahnmuseums Mülhausen Cité du Train.

## Auszeichnungen
- Kreuz der Ehrenlegion
- Prix Plumey der Académie des sciences (Akademie der Wissenschaften)
- Goldmedaille der Société d’encouragement pour l’industrie nationale[1]